# Liste des planètes mineures non numérotées découvertes en janvier 2008
Pour un article plus général, voir Liste des planètes mineures non numérotées découvertes en 2008.
Pour un article plus général, voir Liste des planètes mineures.
Cet article dresse la liste des planètes mineures (astéroïdes, centaures, objets transneptuniens et assimilés) non numérotées découvertes en janvier 2008 dans l'ordre de leur découverte.
Au 15 janvier 2025, 661 077 des 1 434 993 planètes mineures répertoriées par le Centre des planètes mineures ne sont pas encore numérotées, soit 46,07 %.

## Rappel concernant la désignation provisoire
La désignation provisoire indique l'ordre de découverte de ces objets. En effet, cette désignation est composée de l'année de découverte (par exemple 2008) suivie de la quinzaine (demi-mois) de découverte (p.e. A = 1-15 janvier) puis de l'ordre de découverte dans cette quinzaine. Cet ordre est indiqué par une lettre et éventuellement un chiffre comme suit : A pour la première découverte, B pour la deuxième, ..., Z pour la 25e (le I n'est pas utilisé pour éviter la confusion avec 1), A1 pour la 26e, B1 pour la 27e, etc. , Z1 pour la 50e, A2 pour la 51e, B2 pour la 52e, etc. L'ordre de la numérotation ne suit donc pas l'ordre alphanumérique. 2008 AA1 suit ainsi 2008 AZ et précède 2008 AB1.

## Liste

### Du1erau 15 janvier 2008
- 2008 AD
- 2008 AS
- 2008 AX
- 2008 AG1
- 2008 AR1
- 2008 AX1
- 2008 AD2
- 2008 AF3
- 2008 AE4
- 2008 AG4
- 2008 AH4
- 2008 AP5
- 2008 AQ6
- 2008 AU7
- 2008 AV8
- 2008 AD9
- 2008 AM9
- 2008 AO9
- 2008 AQ9
- 2008 AW9
- 2008 AZ9
- 2008 AG10
- 2008 AH10
- 2008 AL10
- 2008 AZ10
- 2008 AL11
- 2008 AQ11
- 2008 AS11
- 2008 AU11
- 2008 AE12
- 2008 AF12
- 2008 AO12
- 2008 AP12
- 2008 AS12
- 2008 AN13
- 2008 AU13
- 2008 AG14
- 2008 AE15
- 2008 AK15
- 2008 AL15
- 2008 AU15
- 2008 AA16
- 2008 AE16
- 2008 AG16
- 2008 AP18
- 2008 AS18
- 2008 AK20
- 2008 AL20
- 2008 AF21
- 2008 AD23
- 2008 AQ23
- 2008 AN24
- 2008 AU24
- 2008 AF25
- 2008 AQ28
- 2008 AS28
- 2008 AU28
- 2008 AW28
- 2008 AX28
- 2008 AY30
- 2008 AZ30
- 2008 AH33
- 2008 AJ33
- 2008 AK33
- 2008 AL33
- 2008 AM33
- 2008 AN33
- 2008 AP33
- 2008 AP35
- 2008 AP36
- 2008 AV37
- 2008 AJ38
- 2008 AC39
- 2008 AN39
- 2008 AS43
- 2008 AX45
- 2008 AD47
- 2008 AQ47
- 2008 AG48
- 2008 AH48
- 2008 AJ48
- 2008 AK48
- 2008 AY48
- 2008 AA49
- 2008 AG49
- 2008 AM49
- 2008 AO49
- 2008 AX49
- 2008 AA50
- 2008 AM50
- 2008 AS50
- 2008 AD51
- 2008 AH51
- 2008 AO51
- 2008 AP51
- 2008 AR51
- 2008 AO52
- 2008 AE53
- 2008 AN53
- 2008 AR53
- 2008 AT53
- 2008 AJ54
- 2008 AO54
- 2008 AW54
- 2008 AF55
- 2008 AG55
- 2008 AO55
- 2008 AV55
- 2008 AX55
- 2008 AY55
- 2008 AG56
- 2008 AV56
- 2008 AW56
- 2008 AE57
- 2008 AK57
- 2008 AA58
- 2008 AQ58
- 2008 AK59
- 2008 AV59
- 2008 AB60
- 2008 AO60
- 2008 AS60
- 2008 AV60
- 2008 AH61
- 2008 AK62
- 2008 AA63
- 2008 AH64
- 2008 AX64
- 2008 AO67
- 2008 AF70
- 2008 AG70
- 2008 AH70
- 2008 AJ70
- 2008 AT70
- 2008 AZ70
- 2008 AR71
- 2008 AT71
- 2008 AZ72
- 2008 AF73
- 2008 AZ74
- 2008 AU75
- 2008 AZ77
- 2008 AB78
- 2008 AD78
- 2008 AP78
- 2008 AH79
- 2008 AO79
- 2008 AV79
- 2008 AQ82
- 2008 AR82
- 2008 AZ82
- 2008 AD84
- 2008 AB85
- 2008 AH85
- 2008 AB86
- 2008 AQ86
- 2008 AT86
- 2008 AE89
- 2008 AK89
- 2008 AM89
- 2008 AQ89
- 2008 AX90
- 2008 AD91
- 2008 AF91
- 2008 AM91
- 2008 AE93
- 2008 AG93
- 2008 AU93
- 2008 AL94
- 2008 AH97
- 2008 AE99
- 2008 AJ101
- 2008 AV102
- 2008 AD103
- 2008 AF103
- 2008 AD104
- 2008 AJ104
- 2008 AN106
- 2008 AH108
- 2008 AQ108
- 2008 AU109
- 2008 AE112
- 2008 AR112
- 2008 AU112
- 2008 AW112
- 2008 AV114
- 2008 AB115
- 2008 AD117
- 2008 AH117
- 2008 AV117
- 2008 AY117
- 2008 AP118
- 2008 AB119
- 2008 AC119
- 2008 AJ119
- 2008 AO119
- 2008 AU119
- 2008 AC120
- 2008 AL120
- 2008 AT120
- 2008 AW120
- 2008 AA121
- 2008 AB121
- 2008 AY121
- 2008 AF122
- 2008 AF123
- 2008 AM123
- 2008 AS123
- 2008 AW123
- 2008 AY123
- 2008 AA124
- 2008 AC124
- 2008 AD124
- 2008 AE124
- 2008 AH124
- 2008 AJ124
- 2008 AN124
- 2008 AZ124
- 2008 AB125
- 2008 AE125
- 2008 AL125
- 2008 AN125
- 2008 AO125
- 2008 AH126
- 2008 AK126
- 2008 AR126
- 2008 AM127
- 2008 AP127
- 2008 AS127
- 2008 AQ128
- 2008 AA129
- 2008 AV129
- 2008 AW129
- 2008 AZ129
- 2008 AN130
- 2008 AO130
- 2008 AU130
- 2008 AY130
- 2008 AZ130
- 2008 AD131
- 2008 AE131
- 2008 AH131
- 2008 AL131
- 2008 AP131
- 2008 AR131
- 2008 AW131
- 2008 AB132
- 2008 AF132
- 2008 AG132
- 2008 AO132
- 2008 AU132
- 2008 AX132
- 2008 AY132
- 2008 AD133
- 2008 AG133
- 2008 AQ133
- 2008 AT133
- 2008 AU133
- 2008 AX133
- 2008 AW135
- 2008 AR137
- 2008 AU138
- 2008 AX138
- 2008 AY138
- 2008 AB139
- 2008 AG139
- 2008 AK139
- 2008 AL139
- 2008 AP139
- 2008 AR139
- 2008 AY139
- 2008 AM141
- 2008 AZ141
- 2008 AG142
- 2008 AL142
- 2008 AM142
- 2008 AR142
- 2008 AW142
- 2008 AB143
- 2008 AC143
- 2008 AD143
- 2008 AJ143
- 2008 AO143
- 2008 AP143
- 2008 AR143
- 2008 AS143
- 2008 AU143
- 2008 AD145
- 2008 AH145
- 2008 AL145
- 2008 AW145
- 2008 AY145
- 2008 AC146
- 2008 AF146
- 2008 AJ146
- 2008 AL146
- 2008 AN146
- 2008 AQ146
- 2008 AS146
- 2008 AJ147
- 2008 AL147
- 2008 AR147
- 2008 AU147
- 2008 AB148
- 2008 AE148
- 2008 AF148
- 2008 AH148
- 2008 AK148
- 2008 AM148
- 2008 AP148
- 2008 AT148
- 2008 AX148
- 2008 AZ148
- 2008 AA149
- 2008 AB149
- 2008 AF149
- 2008 AM149
- 2008 AP149
- 2008 AQ149
- 2008 AR149
- 2008 AT149
- 2008 AU149
- 2008 AV149
- 2008 AX149
- 2008 AB150
- 2008 AE150
- 2008 AF150
- 2008 AO150
- 2008 AR150
- 2008 AX150
- 2008 AJ151
- 2008 AM151
- 2008 AO151
- 2008 AT151
- 2008 AA152
- 2008 AD152
- 2008 AE152
- 2008 AF152
- 2008 AK152
- 2008 AL152
- 2008 AO152
- 2008 AQ152
- 2008 AR152
- 2008 AT152
- 2008 AU152
- 2008 AV152
- 2008 AW152
- 2008 AZ152
- 2008 AC153
- 2008 AE153
- 2008 AH153
- 2008 AK153
- 2008 AL153
- 2008 AM153
- 2008 AN153
- 2008 AP153
- 2008 AQ153
- 2008 AR153
- 2008 AS153
- 2008 AV153
- 2008 AN154
- 2008 AS154
- 2008 AT154
- 2008 AV154
- 2008 AW154
- 2008 AX154
- 2008 AY154
- 2008 AZ154
- 2008 AA155
- 2008 AC155
- 2008 AD155
- 2008 AE155
- 2008 AF155
- 2008 AH155
- 2008 AK155
- 2008 AL155
- 2008 AN155
- 2008 AS155
- 2008 AU155
- 2008 AY155
- 2008 AZ155
- 2008 AA156
- 2008 AD156
- 2008 AF156
- 2008 AG156
- 2008 AK156
- 2008 AL156
- 2008 AN156
- 2008 AO156
- 2008 AP156
- 2008 AQ156
- 2008 AR156
- 2008 AS156
- 2008 AT156
- 2008 AU156
- 2008 AV156
- 2008 AW156
- 2008 AX156
- 2008 AA157
- 2008 AC157
- 2008 AD157
- 2008 AE157
- 2008 AF157
- 2008 AH157
- 2008 AK157
- 2008 AL157
- 2008 AM157
- 2008 AN157
- 2008 AO157
- 2008 AQ157
- 2008 AS157
- 2008 AU157
- 2008 AV157
- 2008 AW157
- 2008 AY157
- 2008 AB158
- 2008 AD158
- 2008 AE158
- 2008 AF158
- 2008 AG158
- 2008 AH158
- 2008 AJ158
- 2008 AK158
- 2008 AN158
- 2008 AO158
- 2008 AP158
- 2008 AQ158
- 2008 AR158
- 2008 AS158
- 2008 AT158
- 2008 AU158
- 2008 AV158
- 2008 AW158
- 2008 AX158
- 2008 AY158
- 2008 AC159
- 2008 AD159
- 2008 AE159
- 2008 AF159
- 2008 AH159
- 2008 AJ159
- 2008 AK159
- 2008 AL159
- 2008 AM159
- 2008 AN159
- 2008 AO159
- 2008 AP159
- 2008 AS159
- 2008 AT159
- 2008 AU159
- 2008 AV159
- 2008 AW159
- 2008 AX159
- 2008 AY159
- 2008 AB160
- 2008 AC160
- 2008 AD160
- 2008 AE160
- 2008 AF160
- 2008 AG160
- 2008 AH160
- 2008 AJ160
- 2008 AK160
- 2008 AL160
- 2008 AM160
- 2008 AN160

### Du 16 au 31 janvier 2008
- 2008 BC
- 2008 BE
- 2008 BW
- 2008 BH1
- 2008 BK1
- 2008 BR1
- 2008 BC2
- 2008 BH2
- 2008 BO2
- 2008 BT2
- 2008 BV2
- 2008 BW2
- 2008 BX2
- 2008 BU3
- 2008 BH9
- 2008 BV11
- 2008 BT12
- 2008 BC15
- 2008 BD15
- 2008 BE15
- 2008 BH16
- 2008 BN16
- 2008 BO16
- 2008 BP16
- 2008 BQ16
- 2008 BV17
- 2008 BN18
- 2008 BC22
- 2008 BJ22
- 2008 BN22
- 2008 BA25
- 2008 BO25
- 2008 BW26
- 2008 BA27
- 2008 BZ27
- 2008 BE28
- 2008 BK28
- 2008 BY28
- 2008 BF29
- 2008 BM29
- 2008 BN29
- 2008 BR30
- 2008 BC31
- 2008 BK34
- 2008 BU36
- 2008 BZ36
- 2008 BK37
- 2008 BQ42
- 2008 BJ43
- 2008 BQ45
- 2008 BW45
- 2008 BY45
- 2008 BL46
- 2008 BO49
- 2008 BF50
- 2008 BL50
- 2008 BV50
- 2008 BF51
- 2008 BT51
- 2008 BY51
- 2008 BZ51
- 2008 BM53
- 2008 BG55
- 2008 BH55
- 2008 BL55
- 2008 BH56
- 2008 BN56
- 2008 BQ56
- 2008 BS56
- 2008 BV56
- 2008 BA57
- 2008 BB57
- 2008 BC57
- 2008 BK57
- 2008 BS57
- 2008 BZ57
- 2008 BD58
- 2008 BF58
- 2008 BH58
- 2008 BJ58
- 2008 BN58
- 2008 BO58
- 2008 BP58
- 2008 BQ58
- 2008 BR58
- 2008 BV58
- 2008 BY58
- 2008 BB59
- 2008 BH59
- 2008 BQ59
- 2008 BS59
- 2008 BU59
- 2008 BV59
- 2008 BA60
- 2008 BC60
- 2008 BG60
- 2008 BJ60
- 2008 BK60
- 2008 BL60
- 2008 BN60
- 2008 BP60
- 2008 BR60
- 2008 BS60
- 2008 BV60
- 2008 BX60
- 2008 BF61
- 2008 BG61
- 2008 BK61
- 2008 BM61
- 2008 BP61
- 2008 BQ61
- 2008 BR61
- 2008 BT61
- 2008 BZ61
- 2008 BB62
- 2008 BC62
- 2008 BD62
- 2008 BE62
- 2008 BG62
- 2008 BH62
- 2008 BJ62
- 2008 BK62
- 2008 BL62
- 2008 BM62
- 2008 BO62
- 2008 BR62
- 2008 BS62
- 2008 BT62
- 2008 BU62
- 2008 BV62
- 2008 BW62
- 2008 BY62
- 2008 BZ62
- 2008 BA63
- 2008 BB63
- 2008 BC63
- 2008 BE63
- 2008 BF63
- 2008 BG63
- 2008 BH63
- 2008 BJ63